# Fortifications de Paris aux XIXe et XXe siècles

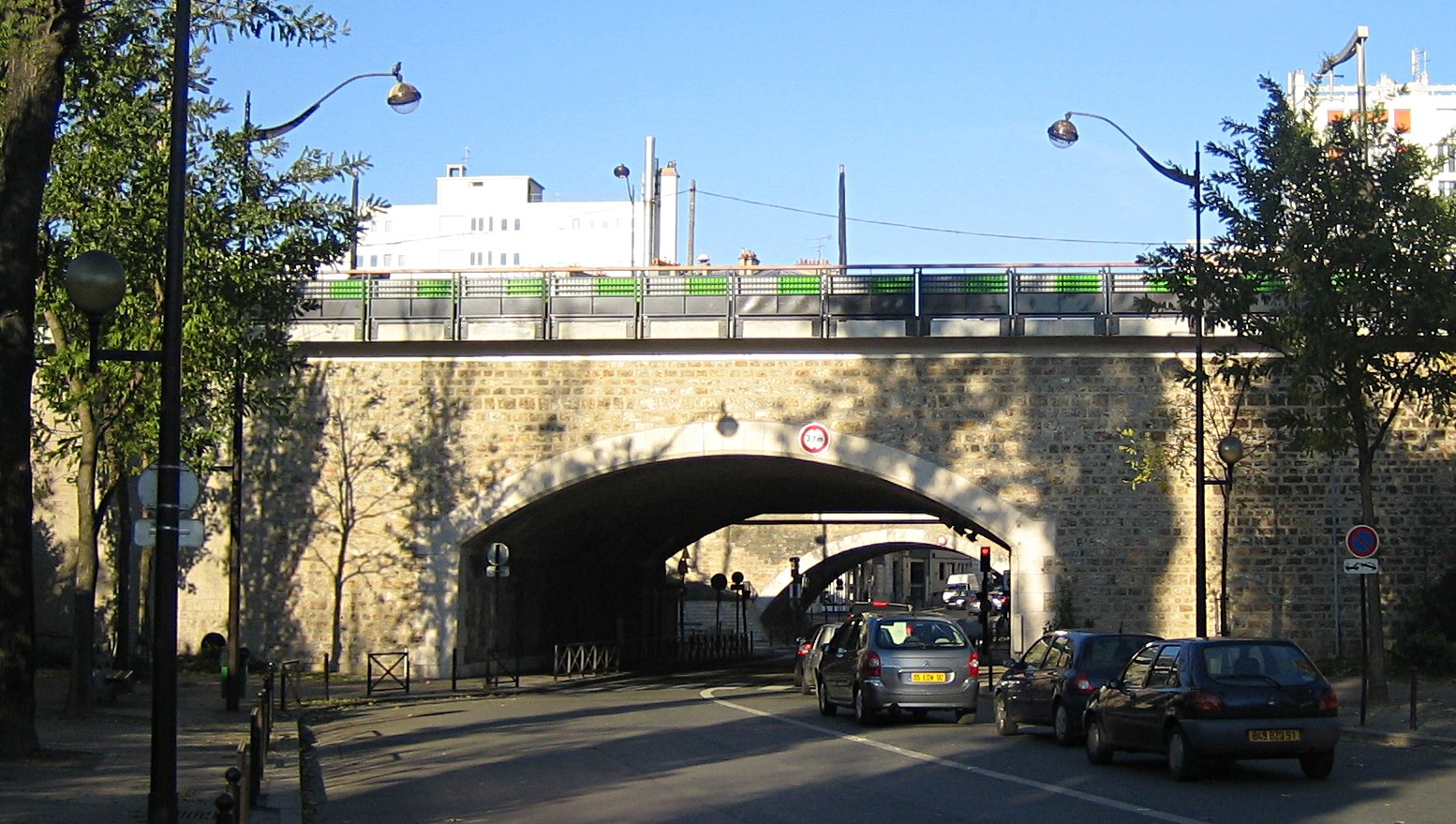
Vestige de l'enceinte de Thiers
(la poterne des Peupliers dans le).

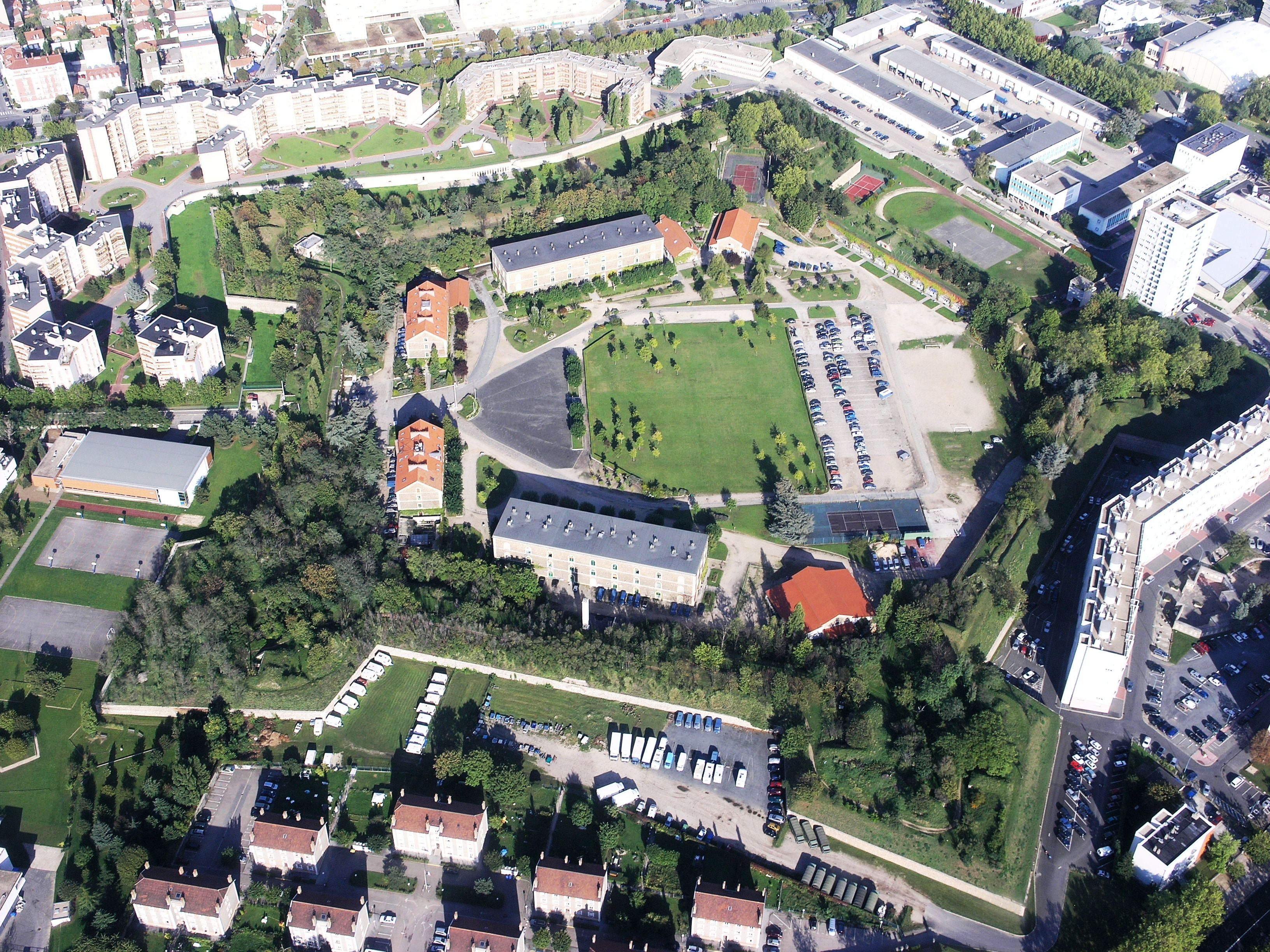
Exemple de fort
(le fort de Charenton).

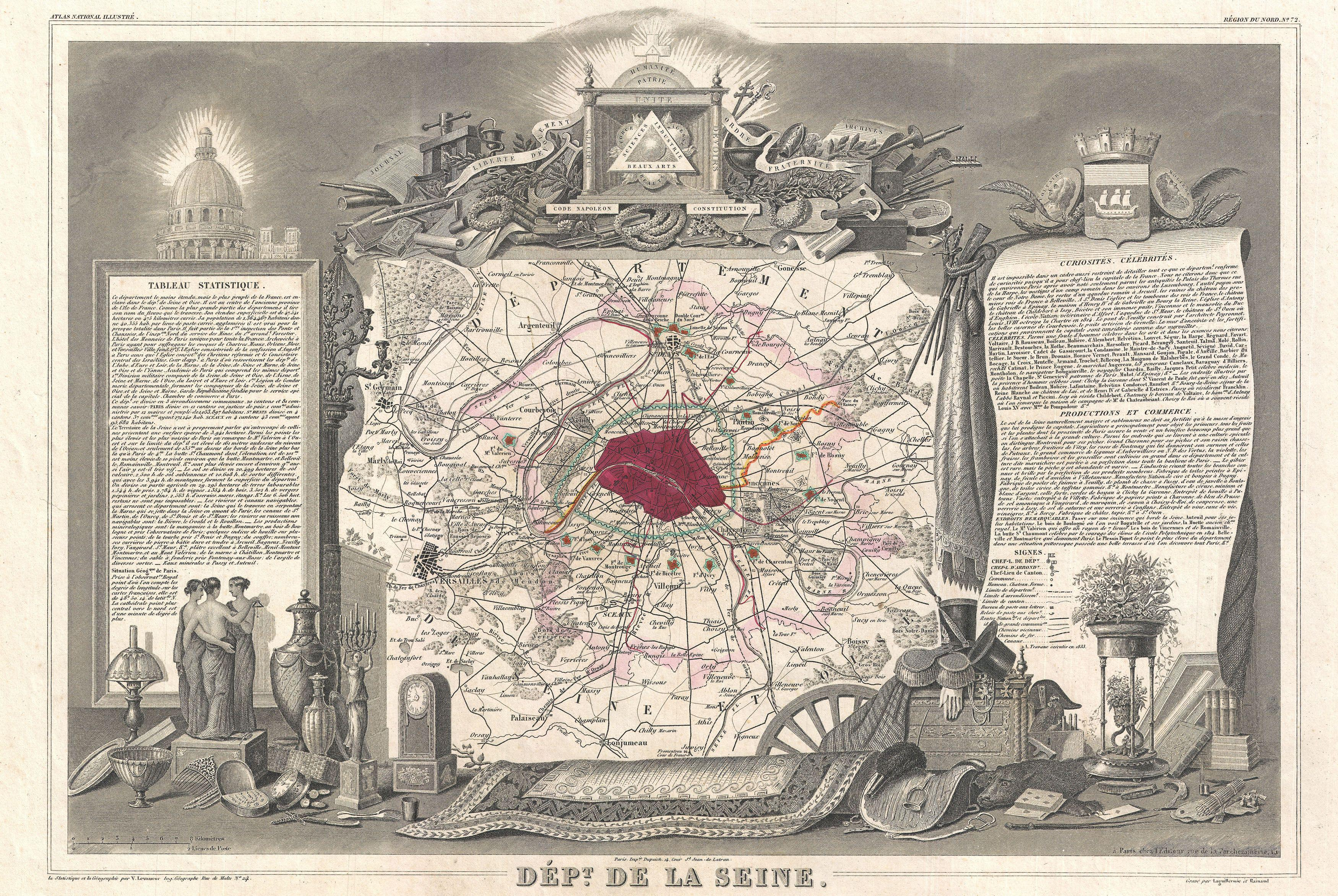
Carte du département de la Seine en 1852 indiquant notamment l'enceinte de Thiers et la première ceinture de seize forts.

Les fortifications de Paris aux XIXe et XXe siècles comprennent trois périmètres :
1. L'enceinte de Thiers, juste autour de la ville de Paris ;
2. La première ceinture de forts, à environ 5 km de Paris, constituée de seize forts détachés et d'ouvrages complémentaires ;
3. La deuxième ceinture de forts, à environ 20 km de Paris.

Elles ont été construites à deux périodes distinctes :
- 1840-1845 : l'enceinte de Thiers et la première ceinture de forts ;
- 1874-1885 : la deuxième ceinture de forts.

## Contexte général
Sur le plan militaire, Paris est un camp retranché situé dans une cuvette.
En 1670, Louis XIV fait démolir les enceintes de Charles V et de Louis XIII. Paris devient une ville ouverte et va le rester pendant près de deux siècles. En 1689, Vauban exprime des réserves sur cette démolition et préconise un dispositif comprenant : la remise en état de l'enceinte, son doublement par une autre qui englobe les villages de Chaillot, Montmartre et Belleville, deux citadelles (à l'ouest et à l'est) permettant de voir l'ennemi de loin et de retarder son approche, et l'utilisation de l'espace entre les deux enceintes pour de l'élevage, afin d'augmenter les capacités de résistance au soutien d'un siège. Ses idées restent lettre morte.
Louis XVI fait construire le mur des Fermiers généraux, qui n'est pas conçu comme une fortification militaire mais comme une enceinte destinée à percevoir l'octroi.
On lit dans le Dictionnaire encyclopédique paru en 1844 :

« L'opinion s'était accréditée depuis longtemps que Paris ne devait point avoir de fortifications. Ce ne fut donc point sans étonnement qu'on vit tout à coup faire, en 1841, la proposition de le fortifier. Mais l'état des affaires de l'Europe avait inspiré des craintes ; on avait parlé de guerre, et bientôt tout le monde fut persuadé que la France allait avoir à se défendre contre une nouvelle coalition européenne. C'est sous l'influence de cette préoccupation que fut proposée et acceptée une loi, qui ordonnait la construction d'un système de défense autour de Paris. Plus tard, on voulut revenir sur cette idée, mais on était trop engagé ; les uns par crainte, les autres par une fausse honte, reculèrent devant le rappel de la loi, ne firent entendre que de tièdes ou d'incomplètes réclamations, et par une inconséquence incroyable, Paris voit s'élever autour de lui quatorze forts, dont l'érection avait une année auparavant soulevé l'indignation de la population. »

Au XIXe siècle, chaque invasion prussienne (1814-1815 et 1870) provoque l'éloignement des fortifications, le rôle de chacune de ces enceintes successives (1841-1845, 1874) consistant à englober la ligne des hauteurs d'où l'ennemi a bombardé la ville lors de la précédente invasion.

## Chronologie

### Sous l'Empire
- 1814-1815 : à la fin du règne de Napoléon Ier, Paris est à deux reprises soumise à l'occupation étrangère.

### Premier programme de fortification
- 1818 : créée par le ministre de la guerre Gouvion Saint-Cyr, une commission de défense du territoire est chargée de « présenter ses vues sur le meilleur système de défense ».
- 1820 : la commission conclut à la nécessité de mettre Paris en état de défense, mais aucun projet n'est retenu.
- 1830 : création d'un comité de Fortification, qui relance le débat, conclut à la nécessité de fortifier Paris, mais ne dégage pas de consensus sur le mode de défense.
- 1833 : le plan topographique des environs de Paris prévoit :
  - la mise en défense du mur des Fermiers généraux (qui est un mur d'octroi) en enceinte de sûreté : hauteur portée à six mètres ; deux rangs de créneaux ; barrières avec 65 tours (ou bastions) ;
  - en avant, plusieurs ouvrages de fortification passagère : une ligne fortifiée le long des canaux entre Romainville et Saint-Denis, avec « lunettes » et « redans » ; un système de zone inondable autour de Saint-Denis ;
  - des ouvrages en terre avec casemates, forts étoilés et redoutes, sur les hauteurs (entre Saint-Denis et Nogent-sur-Marne) ; transformation du château de Vincennes en fort moderne.

- Les travaux, conduits par le général Valazé, sont souvent interrompus et ne sont pas achevés. En effet, deux options s'opposent :
  - option 1 : certains préconisent une large enceinte continue englobant les faubourgs dans le système défensif, mais ne prenant pas appui sur le mur d'octroi. C'est le cas du général Valazé, dans la continuité des projets de Vauban et d'Haxo. Les critiques de cette option portent sur son coût ;
  - option 2 : les autres préconisent d'aménager autour de la capitale un vaste camp retranché, basé sur des forts ou bastions permanents occupant les positions principales, tout en gardant une « enceinte de sûreté » en arrière. Les critiques de cette option, notamment François Arago, portent sur l'insuffisance de la garantie de défense : l'ennemi pourrait aisément pénétrer entre les obstacles, puis renverser facilement le mur d'octroi. De plus, si les forts ne sont pas ouverts à la gorge, ils peuvent devenir des places fortes pour des répressions ou des coups d'État[3].

- 1836 : création de la commission de défense du royaume.
- 1838 : le 16 juillet, un plan de défense est adopté, qui combine les deux options et qui semble faire l'unanimité.
- 1840 : le traité de Londres du 15 juillet exclut la France. Adolphe Thiers, considérant que le traité porte en germe une nouvelle menace d'invasion, saisit l'occasion pour faire déclarer d'utilité publique et d'urgence la construction de la nouvelle enceinte. Le 1er septembre, le général Dode de la Brunerie est nommé directeur des fortifications de Paris. Le 13 septembre, Le Moniteur annonce la décision. Les travaux commencent.

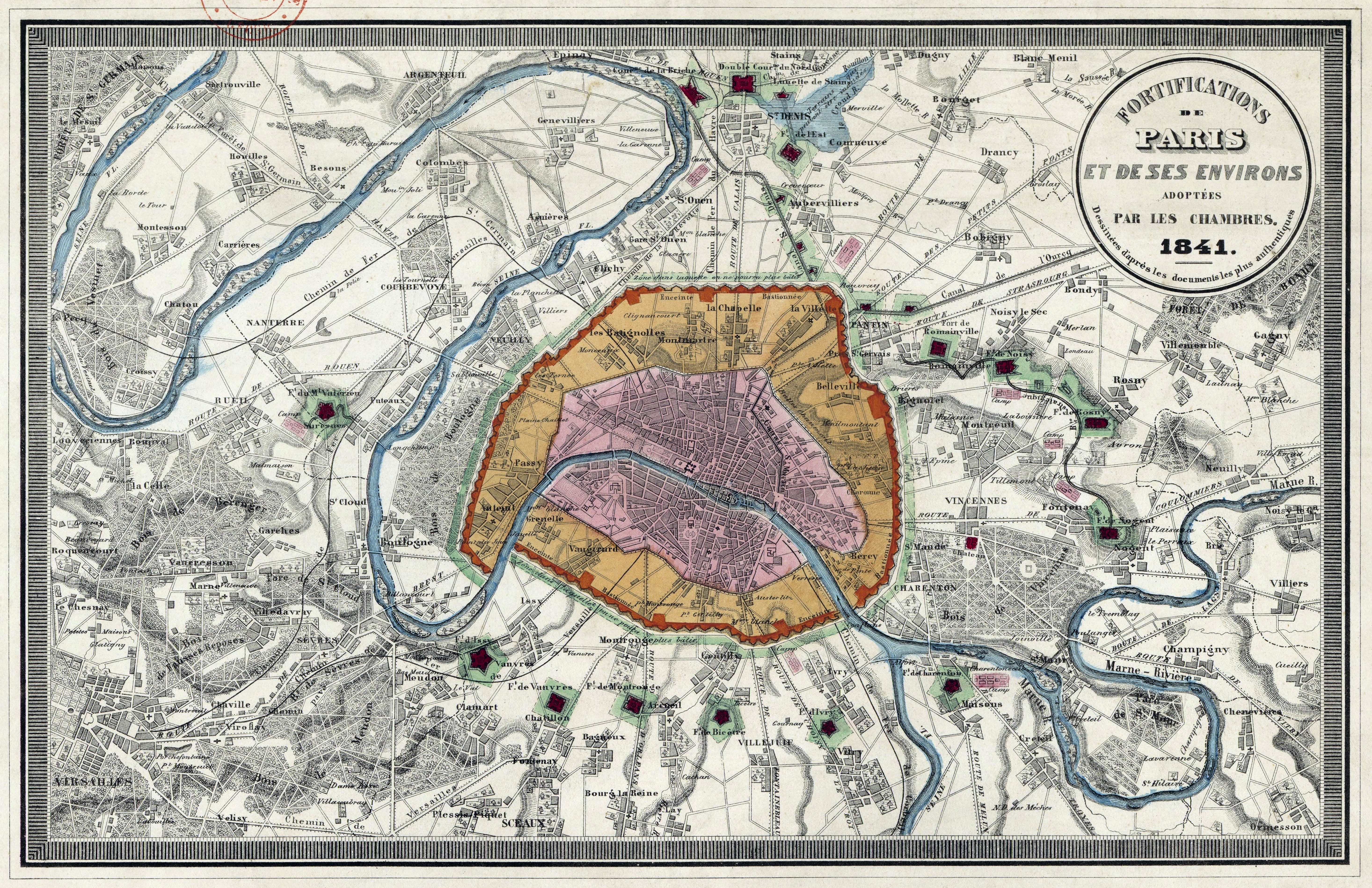
Le plan adopté par les chambres en 1841.

- 1841 : pour mener les travaux à bien malgré les réserves du conseil général de la Seine, une loi est préparée pour ouvrir les crédits (140 millions de francs-or[4]) nécessaires à la création de l'enceinte fortifiée qui s'appellera l'enceinte de Thiers, du nom du président du Conseil :
  - le 21 janvier, examen en commission du projet de loi ;
  - le 1er février, vote de la loi par la chambre des députés (237 voix contre 162) ;
  - vote de la loi par la chambre des pairs (147 voix contre 85) ;
  - le 3 avril, promulgation de la loi par le roi Louis-Philippe.

- Le programme de construction prévoit :
  - un mur d'enceinte continu, embrassant les deux rives de la Seine : l'enceinte de Thiers proprement dite ;
  - seize forts détachés.

- 1845 : les travaux sont achevés.
- 1860 : dans le cadre des grands travaux parisiens du baron Haussmann, la limite de Paris passe, au 1er janvier, du mur des Fermiers généraux à l'enceinte de Thiers.

### Guerre de 1870
- Juillet 1870 : la France déclare la guerre à la Prusse, le 13[5].
- Septembre 1870 : Napoléon III est fait prisonnier à Sedan et capitule, le 2. Paris proclame la République. Un gouvernement provisoire est nommé. Les Prussiens foncent vers Paris. La capitale se transforme en camp retranché. On ferme certaines portes de l'enceinte de Thiers. On ferme les passages de deux canaux, de la Bièvre et des entrées de chemin de fer. On démolit les maisons dans la zone non aedificandi. Le 19, les Prussiens arrivent devant Paris et établissent le siège, qui va durer quatre mois.
- Janvier 1871 : le 28, Jules Favre signe avec Bismarck un armistice dont l'article 3 prévoit la « remise à l'armée allemande, par l'autorité militaire française de tous les forts formant le périmètre de la défense extérieure de Paris, ainsi que de leur matériel de guerre ». La convention annexe signée le même jour prévoit la remise de ces forts les 29 et 30 janvier, à partir du 29 janvier à 10 h, sauf celui de Vincennes qui peut abriter une garnison française de deux cents hommes, sans que celle-ci puisse être relevée. L'article 5 de l'armistice prévoit le désarmement de l'enceinte de Paris.
- Mars 1871 : l'armée allemande évacue les forts de la rive gauche de la Seine.
- 20 septembre 1871 : l'armée allemande évacue les forts de la rive droite de la Seine[6].

### Deuxième programme de fortification

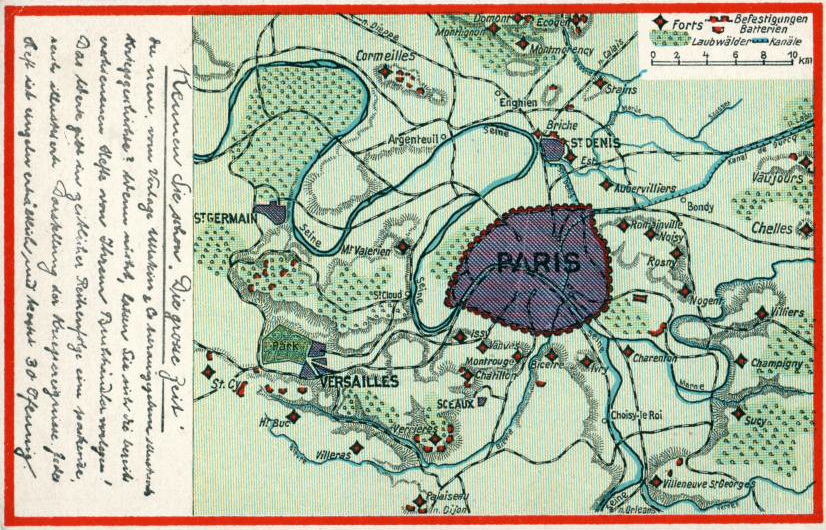
Carte postale allemande antérieure à la guerre de 1914-1918, montrant l'ensemble du système défensif du camp retranché de Paris

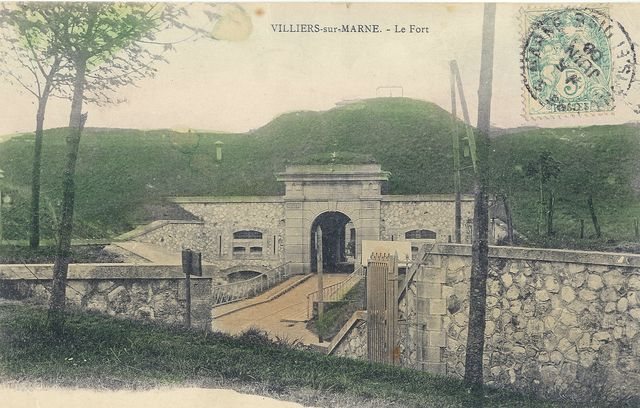
Le fort de Villiers, 1878-1880, deuxième ceinture d'Île-de-France.

Pendant la guerre de 1870, les fortifications se révèlent inefficaces.
- 1874 : le 17 juillet, une loi inspirée par les idées de Séré de Rivières sur la défense du pays, conduit à un nouveau programmes d'ouvrages de défense au nord et à l'est, avec certains d'entre eux destinés à la protection de Paris.
- 1885 : le programme s'achève : il a permis de construire 196 forts, 58 petits ouvrages et 278 batteries sur l'ensemble des frontières et places stratégiques du pays, pour une dépense estimée à 450 millions de francs-or (ouvrages) et 229 millions de francs-or (armement).

### La disparition de l'enceinte de Thiers
- 1883 : le 11 juin, le conseil municipal de Paris vote un vœu demandant la désaffectation de l'enceinte de Thiers, sa cession à la ville et la suppression de la zone de servitude.
- 1918 : pendant la guerre, l'enceinte de Thiers se révèle inefficace pour contribuer à la défense de Paris, compte tenu des progrès de l'artillerie (tirs des canons longs allemands - appelés à tort Grosse Bertha, installés à 120 km de la capitale).
- 1919 : le 19 avril, une loi est promulguée selon laquelle la ville achète l'enceinte à l’État pour cent millions, et doit acheter ou exproprier les terrains de la zone, la servitude interdisant de construire étant maintenue. Les travaux de démolition de l'enceinte sont engagés.
- 1925-1930 : le territoire zonier est annexé à la ville.
- 1930 : la loi du 10 avril règle les modalités d'indemnisation des zoniers.

### Remarque sur la ligne Maginot
Dans le cadre des réflexions sur la défense du pays qui se poursuivent après la Première Guerre mondiale, rien de nouveau n'implique une défense rapprochée de la capitale. Pour mémoire, le calendrier général est le suivant :
- 1922 : début des réflexions de la Commission de défense des frontières, qui établit les premiers plans ;
- 1928-1933 : construction du gros-œuvre des principaux ouvrages de la ligne Maginot ;
- 1940 : le 10 mai, la Wehrmacht, depuis l'Allemagne, traverse le Luxembourg et la Belgique (province de Luxembourg) en direction de Sedan. C'est la percée de Sedan : les troupes allemandes traversent le massif des Ardennes, jugé infranchissable par l’état-major français, et évitent ainsi la ligne Maginot, qui joue le rôle de retardement et de contournement obligé qui lui avait été assigné à sa conception[Quoi ?].

## Les forts

### Doctrine militaire de l'emploi des forts
La doctrine d’emploi des forts dépend du contexte de l'époque. Au milieu du XIXe siècle, les routes sont peu nombreuses. En raison de la taille d'une armée en campagne, celle-ci est obligée d'emprunter les axes de communication existants afin que les chariots d'approvisionnement puissent la suivre sans s'enliser dans les chemins de terre à la mauvaise saison.
Ainsi, un ouvrage militaire, placé sur un axe important de communication est à même de ralentir fortement, voire de stopper, une troupe composée de plusieurs milliers d'hommes. Exemple : le fort de Charenton est placé sur les actuelles RN6 et RN19 qui étaient respectivement, à l'époque, les routes de Genève et de Belfort ; le pont de Charenton sur la Marne et le pont à l’Anglais sur la Seine sont situés à proximité.
En temps de guerre, le fort remplit plusieurs fonctions, qui sont les fonctions classiques d’une place forte :
- il permet à une troupe composée de plusieurs centaines d'hommes d'être parfaitement abritée d'une attaque ennemie. L’aménagement des défenses et des abords du fort (glacis) soumet d’éventuels assaillants aux coups des défenseurs ;
- si l'ennemi ignore l'ouvrage et le contourne, il risque de se faire attaquer sur ses arrières par les militaires occupant le fort. Pour pallier ce risque, il est obligé de laisser une partie de ses troupes protéger ses arrières ou neutraliser l'ouvrage en empêchant toute sortie des occupants. Cela l'affaiblit en réduisant ses effectifs disponibles ;
- cela permet de concentrer et de protéger l'artillerie ;
- c'est un point d'appui pour des troupes amies.

À l'époque, quand l'ennemi voulait le prendre, les soldats devaient monter à l'assaut sous la mitraille des défenseurs protégés par d'épaisses murailles et tirants de meurtrières.

### Première ceinture de forts

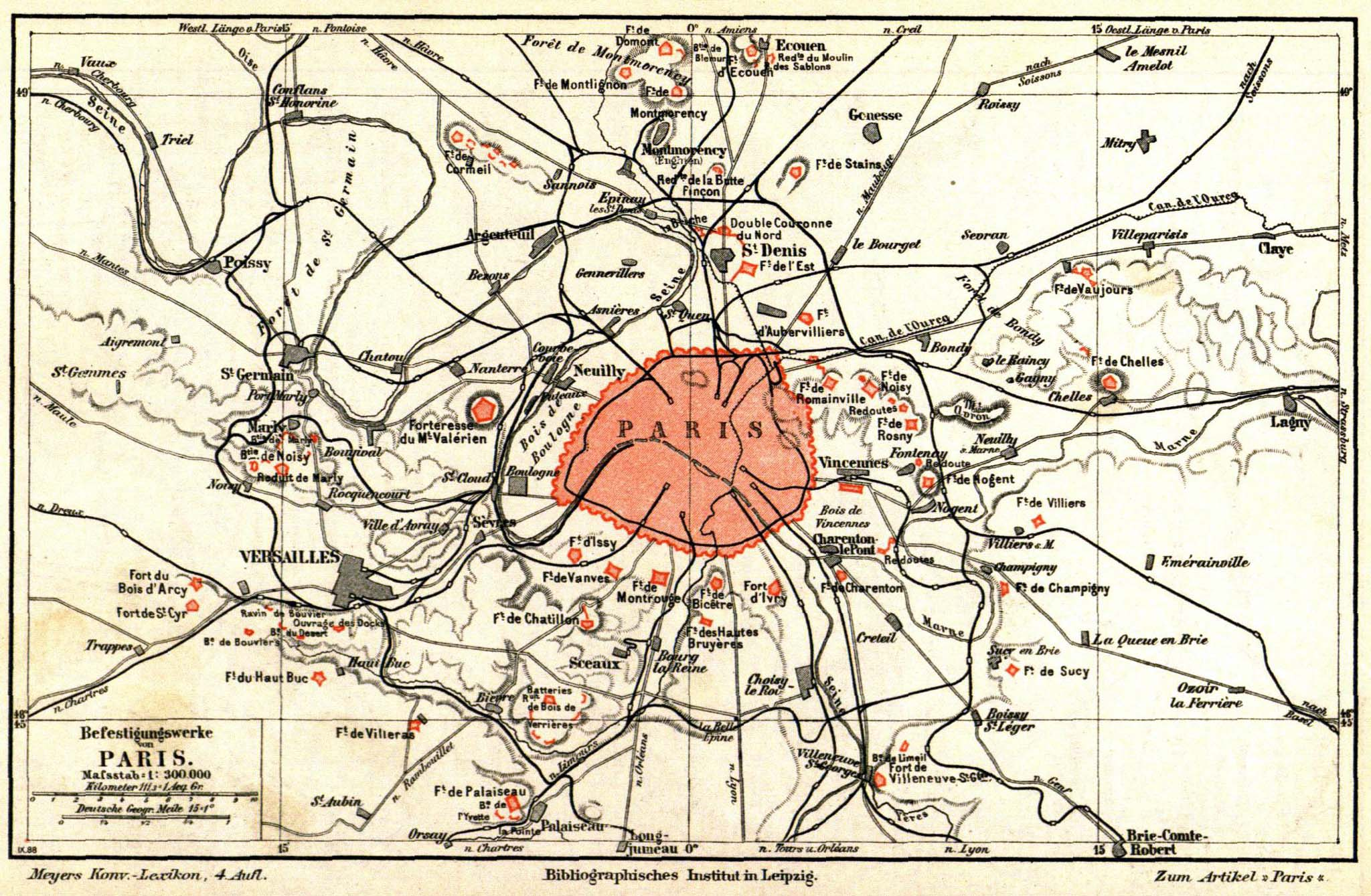
Ceinture de forts autour de Paris, carte allemande.

Le système d'ouvrages détachés, constituant la première ligne de défense à quelques kilomètres de Paris, en complément de l'enceinte entourant Paris, comprenait :
- seize forts ;
- des ouvrages complémentaires.

La carte ci-contre montre la position des forts par rapport à la ville, à l'occasion des combats de la Commune de Paris en 1871.

#### Les seize forts
| \| 1 2 3 4 5 6 7 8 9 10 11 12 13 14 15 16 \| Localisation des forts (point rouge) |
| 1 2 3 4 5 6 7 8 9 10 11 12 13 14 15 16                                            |

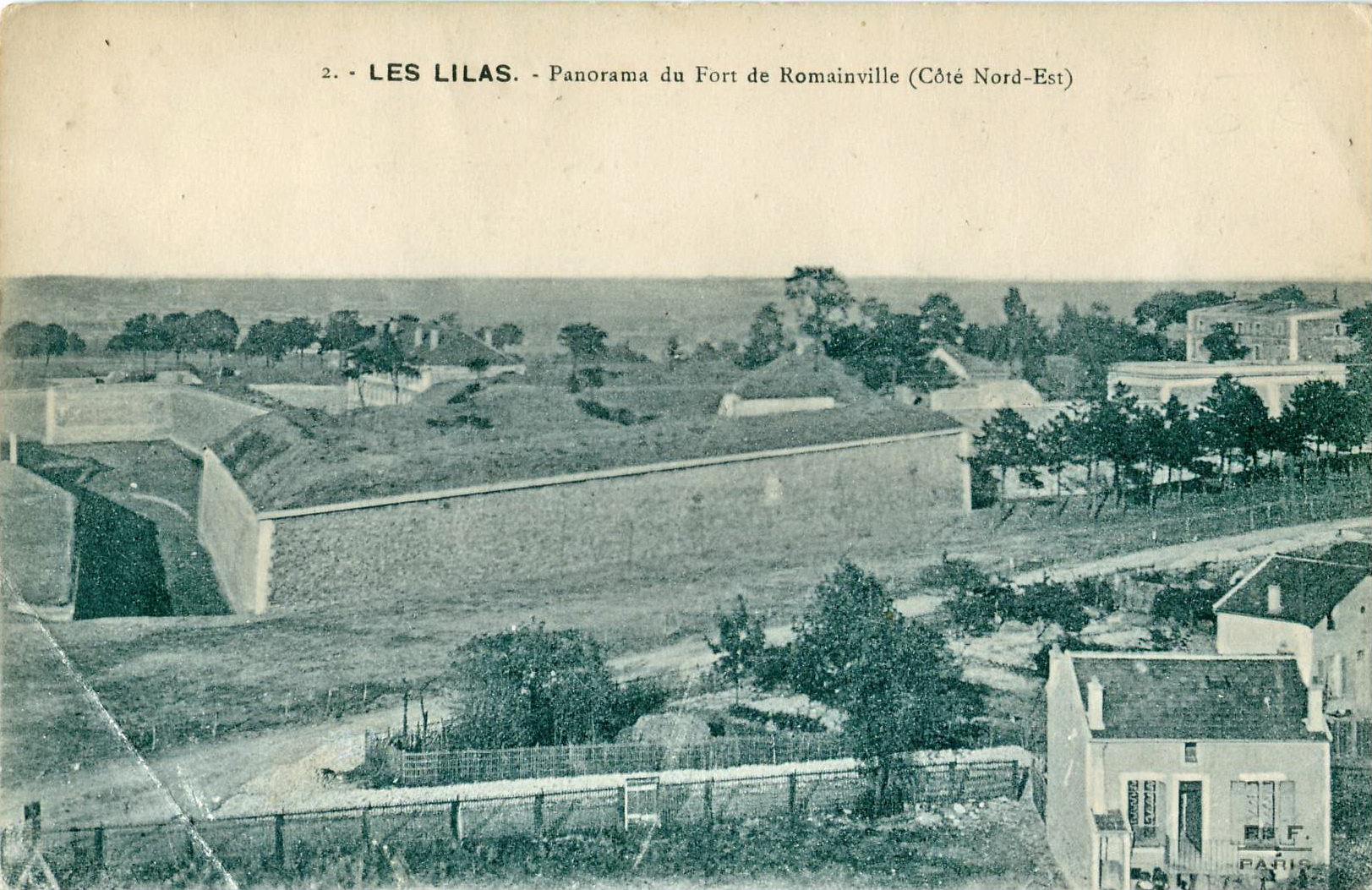
Panorama du fort de Romainville, au début du XXe siècle.

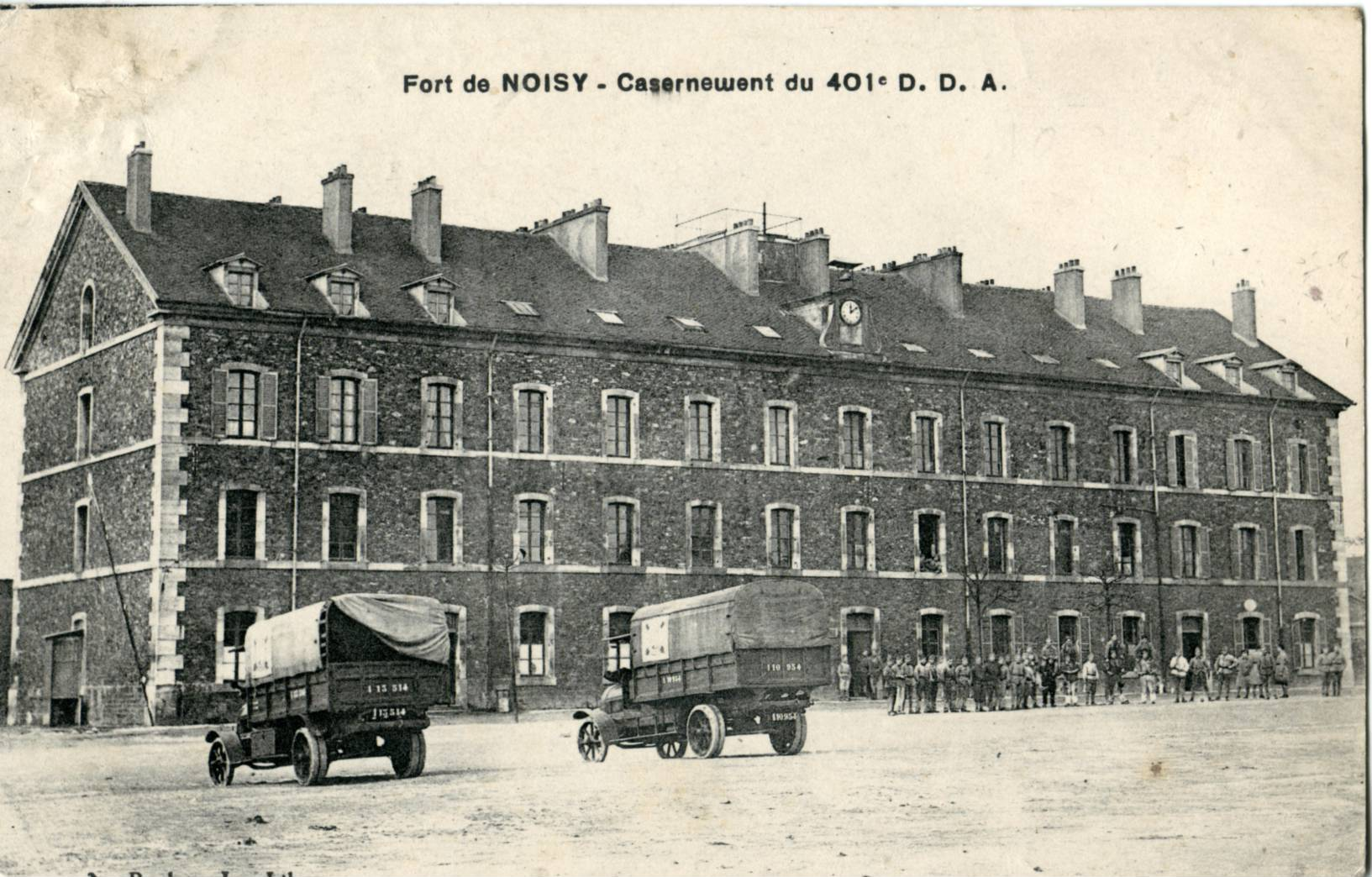
Casernement du fort de Noisy, carte postale de l'entre-deux-guerres.

Les seize forts construits autour de Paris entre 1840 et 1845 font l'objet du tableau suivant.
L'ordre (première colonne) est celui dans lequel apparaissent les forts lorsqu'on tourne autour de Paris dans le sens des aiguilles d'une montre (N-E-S-O).
Selon le cas, le nom d'un fort est soit celui de la commune où il est situé à l'origine, soit celui de la commune qu'il défend.
| Ordre | Dir. | Nom                         | Emplacement        | Distance au mur d’octroi | Distance au Louvre | Autres ouvrages    |
| ----- | ---- | --------------------------- | ------------------ | ------------------------ | ------------------ | ------------------ |
| 1     | N    | Fort couronne de la Briche  | Saint-Denis        | 6 900 m                  | 9 600 m            |                    |
| 2     | N    | Fort de la Double-Couronne  | Saint-Denis        | 6 850 m                  | 9 600 m            |                    |
| 3     | N/E  | Fort de l'Est               | Saint-Denis        | 5 000 m                  | 7 900 m            |                    |
| 4     | N/E  | Fort d'Aubervilliers        | Aubervilliers      | 3 875 m                  | 7 250 m            | Ouvrage + Batterie |
| 5     | E    | Fort de Romainville         | Les Lilas          | 3 500 m                  | 6 650 m            | Lunette + Courtine |
| 6     | E    | Fort de Noisy               | Romainville        | 4 800 m                  | 8 300 m            | Lunette + Redoute  |
| 7     | E    | Fort de Rosny               | Rosny-sous-Bois    | 5 750 m                  | 9 800 m            | Lunette            |
| 8     | S/E  | Fort de Nogent              | Fontenay-sous-Bois | 5 900 m                  | 10 300 m           | Lunette            |
| 9     | S/E  | Fort neuf de Vincennes      | Paris              | 2 800 m                  | 7 800 m            |                    |
| 10    | S/E  | Fort de Charenton           | Maisons-Alfort     | 4 000 m                  | 8 400 m            | Rigole             |
| 11    | S    | Fort d'Ivry                 | Ivry-sur-Seine     | 3 900 m                  | 7 300 m            |                    |
| 12    | S    | Fort de Bicêtre             | Le Kremlin-Bicêtre | 2 650 m                  | 6 100 m            |                    |
| 13    | S    | Fort de Montrouge           | Arcueil            | 2 900 m                  | 5 800 m            |                    |
| 14    | S    | Fort de Vanves              | Malakoff           | 3 600 m                  | 6 400 m            |                    |
| 15    | S    | Fort d'Issy                 | Issy               | 3 900 m                  | 6 850 m            |                    |
| 16    | O    | Forteresse du Mont-Valérien | Suresnes           | 5 250 m                  | 9 100 m            |                    |

#### Ouvrages complémentaires
| Ordre | Dir. | Nom                           | Emplacement                                   | Date |
| ----- | ---- | ----------------------------- | --------------------------------------------- | ---- |
| 1     | N    | Digue du Croult               | Saint-Denis                                   |      |
| 2     | N    | Digue du ru de Montfort       | Saint-Denis                                   |      |
| 3     | N    | Batterie des Vertus           | Aubervilliers                                 |      |
| 4     | N    | Redoute de la Flache          | Aubervilliers                                 |      |
| 5     | NE   | Batterie de Pantin            | Pantin                                        |      |
| 6     | E    | Redoute de Montreuil          | Noisy-le-Sec                                  |      |
| 7     | E    | Redoute de la Boissière       | Rosny-sous-Bois                               | 1831 |
| 8     | E    | Redoute de Fontenay-sous-Bois | Fontenay-sous-Bois                            |      |
| 9     | E    | Redoute de la Faisanderie     | Paris (limites actuelles) (bois de Vincennes) | 1846 |
| 10    | E    | Redoute de Gravelle           | Paris (limites actuelles) (bois de Vincennes) | 1840 |
| 11    | N    | Batterie du Rouvray           | Aubervilliers                                 |      |
| 12    | O    | Redoute de Montretout         | Saint-Cloud                                   |      |
| 13    | O    | Batterie du Petit-Nanterre    | Colombes-Nanterre                             |      |
| 14    | NO   | Batterie de Charlebourg       | Colombes-La Garenne-Colombes                  |      |
| 15    | NO   | Batterie de Colombes          | Colombes                                      |      |
| 16    | NO   | Redoute de Gennevilliers      | Asnières-sur-Seine                            |      |
| 17    | NO   | Batterie de Villeneuve        | Villeneuve-la-Garenne                         |      |
| 18    | N    | Batterie de Saint-Ouen        | Saint-Ouen                                    |      |

### Deuxième ceinture de forts
Cette section donne la liste des ouvrages avancés réalisés de 1870 à 1890, dans le cadre des fortifications du Système Séré de Rivières, à environ 20 km de la capitale.
| \| 1 2 3 4 5 6 7 8 9 10 11 12 13 14 15 16 17 18 A B C D E \| Localisation des forts (point rouge) et redoutes (point blanc). |
| 1 2 3 4 5 6 7 8 9 10 11 12 13 14 15 16 17 18 A B C D E                                                                       |

| #  | Dir. | Nom                  | Emplacement                               | Date        |
| -- | ---- | -------------------- | ----------------------------------------- | ----------- |
| 1  | N    | Fort de Cormeilles   | Cormeilles-en-Parisis                     |             |
| 2  | N    | Fort de Montlignon   | Montlignon et Andilly                     |             |
| 3  | N    | Fort de Domont       | Domont                                    |             |
| 4  | N    | Fort de Montmorency  | Montmorency                               |             |
| 5  | N    | Fort d'Écouen        | Écouen                                    |             |
| 6  | N    | Fort de Stains       | Garges-lès-Gonesse                        |             |
| 7  | E    | Fort de Vaujours     | Courtry                                   |             |
| 8  | E    | Fort de Chelles      | Chelles                                   | 1876 - 1878 |
| 9  | E    | Fort de Villiers     | Noisy-le-Grand                            | 1878        |
| 10 | E    | Fort de Champigny    | Chennevières-sur-Marne                    | 1878-1880   |
| 11 | E    | Fort de Sucy         | Sucy-en-Brie                              | 1879 - 1881 |
| 12 | S/E  | Fort de Villeneuve   | Villeneuve-Saint-Georges                  | 1876        |
| 13 | S    | Fort de Palaiseau    | Palaiseau                                 | 1874 - 1879 |
| 14 | S    | Fort de Châtillon    | Châtillon-sous-Bagneux Fontenay-aux-Roses |             |
| 15 | S    | Fort de Villeras     | Saclay                                    |             |
| 16 | S/O  | Fort du Haut-Buc     | Buc                                       | 1879        |
| 17 | S/O  | Fort de Saint-Cyr    | Montigny-le-Bretonneux                    | 1879        |
| 18 | O    | Fort du Trou-d'Enfer | Marly-le-Roi                              | 1881        |

| #  | Dir. | Nom                                 | Emplacement           | Date        |
| -- | ---- | ----------------------------------- | --------------------- | ----------- |
| 1  | N    | Batterie de la Borne de Marbre      | Cormeilles-en-Parisis |             |
| 2  | S    | Batterie de Risquetout              | Cormeilles-en-Parisis |             |
| 3  | N    | Batterie de l'Etang                 | Cormeilles-en-Parisis |             |
| 4  | N    | Batterie des Cotillons              | Cormeilles-en-Parisis |             |
| 5  | S    | Batterie du Rond-Point              | Cormeilles-en-Parisis |             |
| 6  | N    | Batterie du Château Rouge           | Cormeilles-en-Parisis |             |
| A  | N    | Redoute de Franconville             | Cormeilles-en-Parisis |             |
| 7  |      | Batterie de Blémur                  | Piscop                |             |
| B  | N    | Redoute de la Butte-Pinson          | Montmagny             | 1875 - 1877 |
| 8  |      | Batterie des Sablons                | Villiers-le-Bel       |             |
| 9  |      | Batterie du Moulin                  |                       |             |
| 10 |      | Batterie de Livry                   | Livry-Gargan          |             |
| 11 |      | Batterie Nord de Vaujours           | Vaujours              |             |
| 12 |      | Batterie Sud de Vaujours            | Courtry               |             |
| 13 |      | Batterie de Noisy le Grand          | Noisy-le-Grand        |             |
| 14 | S/E  | Batterie de Limeil                  | Limeil-Brévannes      |             |
| 15 | S/E  | Batterie de Château Gaillard        | Crosne                |             |
| C  | S    | Redoute des Hautes-Bruyères         | Villejuif             | 1870        |
| D  | S    | Réduit de Verrières                 | Verrières-le-Buisson  | 1874 - 1879 |
| 16 |      | Batterie de la Châtaigneraie        | Verrières-le-Buisson  |             |
| 17 |      | Batterie du Terrier                 | Verrières-le-Buisson  |             |
| 18 |      | Batterie des Gâtines                | Verrières-le-Buisson  |             |
| 19 |      | Batterie d'Igny                     | Verrières-le-Buisson  |             |
| 20 |      | Batterie de Bièvres                 | Verrières-le-Buisson  |             |
| 21 | S    | Batterie de la Pointe               | Palaiseau             |             |
| 22 | S    | Batterie de l'Yvette                | Palaiseau             |             |
| 23 | S/O  | Batterie de Bouviers                | Guyancourt            | 1879        |
| 24 | S/O  | Batterie du Ravin-de-Bouviers       | Versailles            |             |
| E  | O    | Redoute de Bois-d'Arcy              | Bois d'Arcy           |             |
| 25 |      | Batterie de la Porte du Désert      | Versailles            |             |
| 26 |      | Ouvrage des Docks                   | Versailles            |             |
| 27 |      | Batterie de la Station de Saint-Cyr | Saint-Cyr-l'École     |             |
| 28 |      | Batterie du Ru de Gally             |                       |             |
| 29 |      | Batterie des Arches                 | Louveciennes          |             |
| 30 |      | Batterie de Noisy-le-Roi            | Noisy-le-Roi          |             |
| 31 |      | Batterie des Réservoirs             | Marly-le-Roi          |             |
| 32 |      | Batterie de Marly                   | Marly-le-Roi          |             |
| 33 |      | Batterie de l'Auberderie            | Marly-le-Roi          |             |
| 34 |      | Batterie du Champ-de-Mars           | Marly-le-Roi          |             |

## Après la désaffectation de l'enceinte de Thiers:Zoneet Fortif's
L'enceinte de Thiers était entourée (côté extérieur à Paris) d'une zone non aedificandi (inconstructible) destinée à former un glacis battu par l'artillerie et sur lequel aucun obstacle n'est toléré, pas même des arbres (son étendue correspond, peu ou prou, à l'emprise actuelle des boulevards des Maréchaux et du boulevard périphérique, souvent abrégé en Périph' par les Franciliens). Avec l'obsolescence militaire post-guerre de 1870 et la construction de fortifications en grande banlieue (ligne Séré de Rivières, entre autres), cette zone est réappropriée par une population pauvre chassée de Paris par la spéculation immobilière et des travailleurs déracinés, venus de province ou de l'étranger. Cette zone se couvre de cabanons et habitations précaires, formant un immense bidonville, entrecoupé de jardinets et de potagers. Même si la population des zoniers n'est pas exclusivement criminelle, très loin de là, l'endroit a mauvaise réputation, des prostituées de basse classe y font métier de leurs charmes, des Apaches y rôdent, et la presse bourgeoise bien-pensante stigmatise régulièrement la « zone » et les « classes dangereuses ».
La loi du 19 avril 1919 de déclassement de l'enceinte distingue :
- les terrains de l’enceinte fortifiée proprement dite, sur lesquels des HBM (Habitations à bon marché, ancêtres de HLM), immeubles de béton et brique, salubres et bien conçus, sont construits au cours de l'entre-deux-guerres le long des boulevards des Maréchaux,
- la zone non aedificandi, qui devait rester, « dans l’intérêt de l’hygiène et de la salubrité publiques », un espace libre à l'exception de services publics (routes et voies ferrées) et de constructions ne pouvant excéder un vingtième de la surface de l'ensemble. La loi prévoyait l'expropriation des propriétés privées de cet espace destiné à l'aménagement d'une ceinture verte.

La zone reste en l'état jusqu'aux années 1940, le projet de création de vastes espaces verts étant différé puis oublié. Les dernières traces de la zone sont effacées par la construction du boulevard périphérique parisien dans les années 1960-1970.
Restent de cette époque des traces lexicales, comme les mots zone et zonard et les abréviations argotiques du mot fortification : les fortif's ou les lafs.
Un certain folklore (chansons réalistes) et une littérature para-policière évoque cette époque et ces lieux à jamais disparus, leur conférant une sorte d'aura légendaire.